# Leader dell'opposizione (Spagna)
Il Leader dell'opposizione (in spagnolo: Líder de la oposición) chiamato anche capo dell'opposizione (in spagnolo: Jefe de la oposición) è un titolo non ufficiale, per lo più convenzionale e onorario frequentemente (ma non esclusivamente) detenuto dal leader del più grande partito al Congresso dei Deputati, la camera bassa del parlamento spagnolo, le Cortes Generales, non all'interno del governo. Di solito è la persona che dovrebbe guidare quel partito alle future elezioni generali.
Dal 31 ottobre 2016 al 18 giugno 2017 il titolo è stato conteso tra due grandi partiti di sinistra, il PSOE e Unidas Podemos. La posizione è rimasta in seguito vacante, dopo che il secondo governo di Mariano Rajoy è stato estromesso con mozione di sfiducia il 2 giugno 2018, fino all'elezione di Pablo Casado come nuovo leader del PP, a cui è in seguito succeduto Alberto Núñez Feijóo il 2 aprile 2022, essendo divenuto capo del partito.

## Storia
Il primo leader dell'opposizione riconosciuto è stato Felipe González, che ha guidato il Partito Socialista Operaio Spagnolo dal 1974 e 1997 (il principale partito di opposizione in Spagna durante la transizione del paese verso la democrazia), una posizione che ha ricoperto fino al 1982. Prima del 1983, il ruolo era solo un titolo informale non menzionato nella legislazione e senza conseguenze pratiche.
Nel 1986, Manuel Fraga si dimise da presidente dell'Alleanza Popolare e nel frattempo fu sostituito da Miguel Herrero de Miñón. Mentre Herrero de Miñón ha servito come leader ad interim dell'AP fino a quando non si è tenuto un congresso di partito nel febbraio 1987, è stato riconosciuto come leader dell'opposizione a pieno titolo, l'unico caso del genere per un leader di partito ad interim da allora.
Nel 1998, con il Partito Popolare al governo, Josep Borrell sconfisse il segretario generale del Psoe, Joaquín Almunia, in un'elezione primaria per eleggere il candidato del partito alla carica di Presidente del governo nelle successive elezioni generali. Almunia ha mantenuto la sua posizione di leader del partito, mentre Borrell è stato nominato portavoce del partito al Congresso e ha ricevuto la guida del gruppo parlamentare, quest'ultimo ufficialmente riconosciuto come il leader dell'opposizione. Tuttavia, Almunia e Borrell hanno continuato a combattere per la leadership per mesi, in una situazione nota come "bicefalia"- fino a quando un accordo tra le due parti ha finalmente riconosciuto Borrell come leader dell'opposizione a novembre del 1998. Alla fine si sarebbe dimesso da candidato alla carica nel maggio 1999, dando ad Almunia la leadership unica e indiscussa sul partito e sull'opposizione. 
La posizione è stata nuovamente contestata nel 2016, pochi giorni dopo che la commissione di gestione ha rilevato il PSOE dopo la crisi interna di ottobre. Detto questo, Pablo Iglesias si è proclamato il nuovo leader dell'opposizione sulla base della forza del suo partito al Congresso, con 67 seggi contro gli 84 del PSOE. Durante il secondo dibattito sull'investitura di Mariano Rajoy il 27 ottobre, i media ei parlamentari spagnoli hanno riconosciuto a Iglesias il ruolo di leader dell'opposizione sotto Rajoy, affrontandolo come suo principale rivale durante un accesso scambio dialettico unitamente al fatto che il PSOE si è astenuto per consentire l'inaugurazione di questo. Tuttavia, il titolo è rimasto in discussione dalle dimissioni di Pedro Sánchez e nessun leader ufficiale è stato riconosciuto, poiché il PSOE non aveva un leader del partito fino alle primarie di giugno 2017, in cui Sánchez ha riconquistato la sua posizione.

## Funzione
Non specificatamente previsto dalla legge, il funzionamento della posizione si basa principalmente su abitudini, protocolli e convenzioni. Il termine di "Leader dell'opposizione" è legalmente riconosciuto solo in un regio decreto approvato nel 1983 che stabilisce l'ordine di precedenza delle autorità pubbliche in atti ufficiali generali organizzati dalla Corona, dal governo o dall'amministrazione statale, riconoscendo la figura del Leader dell'opposizione ma solo per metterlo al quindicesimo posto nell'elenco dell'ordine di precedenza. 
Con l'accordo dell'Ufficio del Congresso del 28 dicembre 1982, Manuel Fraga è stato riconosciuto come leader dell'opposizione dal governo del PSOE di Felipe González, avendo egli stesso guidato in modo non ufficiale l'opposizione dal 1977 al 1982. Tale accordo, ulteriormente ampliato l'8 febbraio 1983, ha stabilito una serie di condizioni per il ruolo e assegnato alcune prerogative per l'incaricato:
- La determinazione della persona che svolge il ruolo di leader dell'opposizione deve soddisfare criteri di effettiva preminenza numerica parlamentare.
- Non ci deve essere una nomina formale.
- Non è necessario sollevare problemi di compatibilità per il ruolo.
- Deve mancare di uno stipendio vero e proprio, anche se può avere diritto alle spese di rappresentanza, alla disponibilità dei veicoli nonché alle cure fornite ai membri dell'Ufficio.

Il Leader dell'Opposizione ha diritto a un ufficio speciale nel Congresso dei Deputati se è membro della Camera. Inoltre, il titolare della carica di solito riceve molta più attenzione dai media durante le sessioni e le attività parlamentari, come nel dibattito annuale sullo stato della nazione. Un precedente consolidato ha anche portato il leader dell'opposizione di solito a sedere direttamente di fronte al Primo ministro nel piano dei posti del Congresso, purché abbia un seggio al Congresso dei Deputati. Sebbene non sia richiesto che un leader dell'opposizione abbia un seggio al Congresso, ci sono state solo due occasioni in cui il titolare della carica riconosciuto non aveva un tale seggio:
- Antonio Hernández Mancha (1987-1989), già senatore.
- Pedro Sánchez (2017-2018), che ha lasciato il suo seggio al Congresso dopo aver rassegnato le dimissioni da leader del PSOE nell'ottobre 2016 ed è rimasto senza seggio dopo la rielezione.
- Alberto Núñez Feijóo (2022-), già senatore per la Galizia, è rimasto tale fino alle elezioni del 2023, quando è divenuto un congressista.

Anche in assenza di una legge che definisca il ruolo del leader dell'opposizione, è consuetudine condurre incontri di aggiornamento tra il Primo ministro e il presidente del più grande partito al di fuori del governo. Tuttavia, tali riunioni vengono svolte principalmente durante il tempo libero del Primo ministro.

## Leader dell'opposizione
| Leader dell'opposizione in Spagna | Leader dell'opposizione in Spagna | Leader dell'opposizione in Spagna    | Leader dell'opposizione in Spagna  | Leader dell'opposizione in Spagna | Leader dell'opposizione in Spagna                |
| Nome                              | Nome                              | Nome                                 | Mandato                            | Partito                           | Legislatura                                      |
| --------------------------------- | --------------------------------- | ------------------------------------ | ---------------------------------- | --------------------------------- | ------------------------------------------------ |
|                                   |                                   | Felipe González                      | 21 giugno 1977 - 1º dicembre 1982  | PSOE                              | Legislatura Constituyente I Legislatura          |
|                                   |                                   | Manuel Fraga                         | 1 dicembre 1982 - 1º dicembre 1986 | AP                                | II Legislatura III Legislatura                   |
|                                   |                                   | Miguel Herrero de Miñón (ad interim) | 1 dicembre 1986 -8 febbraio 1987   | AP                                | III Legislatura                                  |
|                                   |                                   | Antonio Hernández Mancha             | 8 febbraio 1987 - 20 gennaio 1989  | AP                                | III Legislatura                                  |
|                                   |                                   | Manuel Fraga                         | 20 gennaio 1989 - 21 novembre 1989 | PP                                | III Legislatura                                  |
|                                   |                                   | José María Aznar                     | 21 novembre 1989 - 4 maggio 1996   | PP                                | IV Legislatura V Legislatura                     |
|                                   |                                   | Felipe González                      | 4 maggio 1996 - 22 giugno 1997     | PSOE                              | VI Legislatura                                   |
|                                   |                                   | Joaquín Almunia                      | 22 giugno 1997 - 24 aprile 1998    | PSOE                              | VI Legislatura                                   |
|                                   |                                   | Josep Borrell                        | 24 aprile 1998 - 14 maggio 1999    | PSOE                              | VI Legislatura                                   |
|                                   |                                   | Joaquín Almunia                      | 14 maggio 1999 - 12 marzo 2000     | PSOE                              | VI Legislatura                                   |
|                                   |                                   | Luis Martínez Noval (ad interim)     | 12 marzo 2000 - 22 luglio 2000     | PSOE                              | VII Legislatura                                  |
|                                   |                                   | José Luis Rodríguez Zapatero         | 22 luglio 2000 - 16 aprile 2004    | PSOE                              | VII Legislatura                                  |
|                                   |                                   | Mariano Rajoy                        | 16 aprile 2004 - 20 dicembre 2011  | PP                                | VIII Legislatura IX Legislatura                  |
|                                   |                                   | Alfredo Pérez Rubalcaba              | 20 dicembre 2011 - 13 luglio 2014  | PSOE                              | X Legislatura                                    |
|                                   |                                   | Pedro Sánchez                        | 13 luglio 2014 - 1º ottobre 2016   | PSOE                              | X Legislatura XI Legislatura XII Legislatura     |
|                                   |                                   | Antonio Hernando (ad interim)        | 1º ottobre 2016 - 18 giugno 2017   | PSOE                              | XII Legislatura                                  |
|                                   |                                   | Pedro Sánchez                        | 18 giugno 2017 - 1º giugno 2018    | PSOE                              | XII Legislatura                                  |
|                                   |                                   | Mariano Rajoy                        | 1º giugno 2018 - 21 luglio 2018    | PP                                | XII Legislatura                                  |
|                                   |                                   | Pablo Casado                         | 21 luglio 2018 - 2 aprile 2022     | PP                                | XII Legislatura XIII Legislatura XIV Legislatura |
|                                   |                                   | Alberto Núñez Feijóo                 | 2 aprile 2022 - in carica          | PP                                | XIV Legislatura                                  |